# 圣皮埃尔莱布瓦
圣皮埃尔莱布瓦（法語：Saint-Pierre-les-Bois，法語發音：[sɛ̃ pjɛʁ le bwa]）是法国谢尔省的一个市镇，属于圣阿芒蒙龙区。

## 地理
圣皮埃尔莱布瓦（46°39'52"N, 2°16'44"E）面积20.38 平方千米，位于法国中央-卢瓦尔河谷大区谢尔省，该省份为法国中部省份，北起卢瓦雷省，西接卢瓦-谢尔省和安德尔省，南至克勒兹省，东南接阿列省，东临涅夫勒省。
与圣皮埃尔莱布瓦接壤的市镇（或旧市镇、城区）包括：阿尔德奈、勒沙特莱、伊德圣罗克、迈索奈、马尔赛、莫尔拉克。

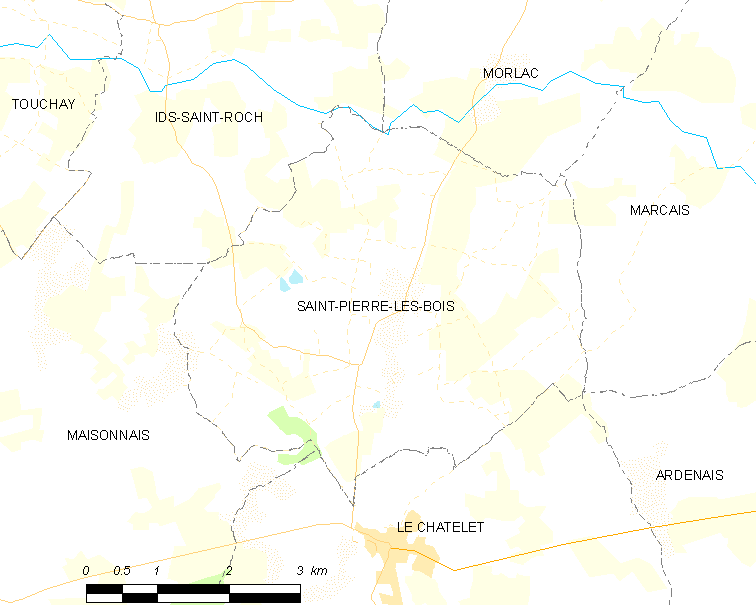
圣皮埃尔莱布瓦的OSM定位图

圣皮埃尔莱布瓦的时区为UTC+01:00、UTC+02:00（夏令时）。

## 行政
圣皮埃尔莱布瓦的邮政编码为18170，INSEE市镇编码为18230。

## 政治
圣皮埃尔莱布瓦所属的省级选区为沙托梅扬县。

## 人口

1962-2008年间圣皮埃尔莱布瓦人口变化图示

圣皮埃尔莱布瓦于2022年1月1日时的人口数量为272人。